# Deutscher Volksfreund
Der Deutsche Volksfreund war eine deutschsprachige Tageszeitung, die von 1903 bis 1942 zunächst in Temeschwar (rum. Timișoara) und ab 1907 in Vršac (dt. Werschetz) im Königreich Ungarn in der Habsburgermonarchie und später im Königreich Jugoslawien erschienen ist.

## Geschichte
Die Zeitung trug anfangs den Titel Deutsch-Ungarischer Volksfreund (1903–1919). Vorgänger war das im Temeschwar gedruckte Deutsche Tagblatt für Ungarn (1900–1903). In ihr ging der Südungarische Generalzeiger (1905–1917) auf. Der Deutsche Volksfreund bot lokale und regionale Nachrichten aus Gesellschaft, Politik, Kultur und Wirtschaft für die deutschsprachige Bevölkerung des Banats sowie Berichte aus dem In- und Ausland.
Redakteure
Viktor Orendi-Hommenau
Kálmán Feisthammel (ab 16. Sept. 1905)
Viktor Orendi-Hommenau (ab 23. Sept. 1905)
K. Feisthammel (ab 1. Mai 1906)
Viktor Orendi-Hommenau (ab 13. März 1908)
József Herber (ab Juni 1910)
Johann Maul (ab 6. Juni 1913)
Viktor Orendi-Hommenau (ab 5. Mai 1916)
Wilhelm Wettel (ab 20. Jan. 1917)